# Luiz Caldas

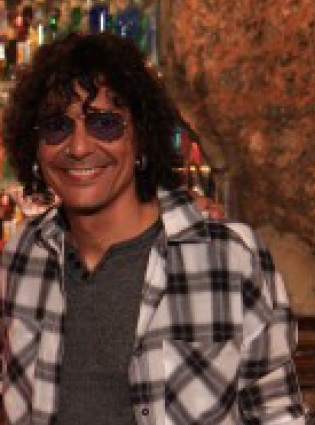
Luiz Caldas, 2015

Luiz Caldas (* 24. Juni 1963 in Feira de Santana, Bahia) ist ein brasilianischer Sänger und Komponist.

## Biografie
Caldas wurde in bescheidenen Verhältnissen geboren. Seine ersten Bühnenauftritte hatte er bereits im Alter von etwa zehn Jahren mit verschiedenen Amateurbands. Bis er von seiner Musik leben konnte, verdiente er sein Geld mit Gelegenheitsjobs in Supermärkten, Bars und Backbetrieben. Durch das Mischen bahianischer Rhythmen mit Reggae, Pop und karibischen Klängen schuf er einen neuen Musikstil, der ihm zum Durchbruch verhalf.
Seine erste Single erschien 1979 und im Jahr darauf wurde seine erste LP veröffentlicht. Im Laufe der 1980er Jahre war er häufig in verschiedenen Fernsehshows zu Gast.

## Diskografie
- 1979 – Ave Caetano/Tapajós
- 1980 – Luiz Caldas e Acordes Verdes
- 1981 – Jubileu de Prata: Trio Elétrico Tapajós
- 1985 – Magia
- 1986 – Flor Cigana
- 1987 – Lá Vem o Guarda
- 1988 – Muito Obrigado
- 1989 – Timbres
- 1990 – Nós
- 1992 – Retrato
- 1994 – Luiz Caldas
- 1998 – Forró de Cabo a Rabo
- 1999 – 15 Anos de Axé – Luiz Caldas e Convidados
- 2001 – Janela Aberta
- 2003 – Luz e Fogueira
- 2004 – Melosofia
- 2006 – Ao Vivo em Salvador
- 2010 – MPB – Uma Maria
- 2010 – MPB II – Perguntas e Respostas
- 2010 – Rock – Castelo de Gelo
- 2010 – Samba – Pandeiro Brasileiro
- 2010 – Brega – Brasil Superpopular
- 2010 – Tupi – Nheengara Recé Taba
- 2010 – Instrumental – Oxóssi
- 2010 – Frevo – O Trio Elétrico
- 2010 – Forró – Festa de Sanfoneiros
- 2010 – Axé – Gongá